# Amirauté de Rotterdam
Pour les articles homonymes, voir Amirauté.
L'amirauté de Rotterdam (en néerlandais : Admiraliteit van Rotterdam), également appelée amirauté de la Meuse (en néerlandais : Admiraliteit van de Maeze), est l'une des cinq amirautés des Provinces-Unies.

## Histoire

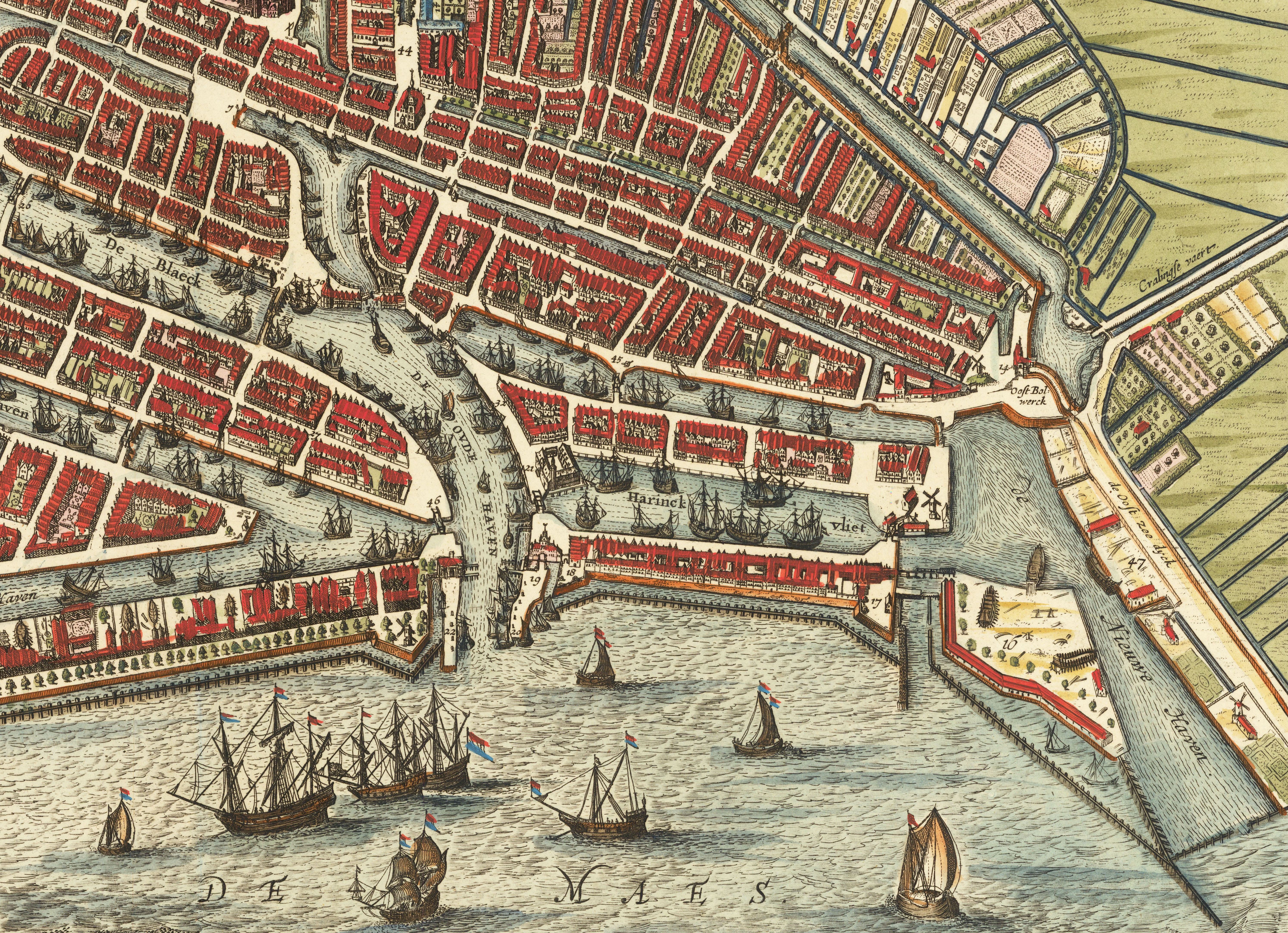
Carte d'Haringvliet en 1690

Fondée en 1574 pendant la révolte des gueux, lorsque - après la prise de La Brielle - les partisans de Guillaume d'Orange décident de rassembler leurs ressources navales à Rotterdam. Après un certain nombre de réorganisations destinées à renforcer la coopération entre les Amirautés, la structure des cinq amirautés est déterminée et définie par une décision de 1597 des États généraux du royaume des Pays-Bas. L'amirauté était composée de plusieurs services responsables de l'équipement des bâtiments de guerre, la protection du commerce outre-mers et la navigation sur les mers et fleuves, la collecte de taxes, le contrôle des prises de guerre et la fixation des prix. Cette situation jusqu'à ce que les amirautés soient démantelées en 1795.
L'amirauté de Rotterdam, la plus ancienne des Provinces-Unies, était basée au Prinsenhof de Rotterdam, sur l'emplacement de l'ancien monastère de Sainte-Agathe (Saint Agnathaklooster), à Botersloot. Dans la brasserie de l'ancien monastère est construit un arsenal (artilleriehuis), et une prison est également construite dans l'enceinte de l'amirauté. En 1644, le Prinsenhof est démoli pour la construction du Nieuwemarkt, l'Amirauté déménage au nord-ouest d'Haringvliet. L'artilleriehuis est, cependant, conservé en raison de sa position excentré, sur le Prinsenhofterrein au bout du Huibrug, mais elle est démolie et reconstruite en 1759, probablement en utilisant les pierres de bâtiment démoli à la fin du XVIe siècle. Sur l'une de ces pierres figure le blason de l'Amirauté, avec les ancres croisées et une abréviation de sa devise Pugno Pro Patria (« Je combats pour la patrie »).
Le nouveau siège de l'Amirauté (1664, baptisé l'Admiraliteitshof (son nom rappelle celui du Prinsenhof), était un imposant bâtiment de style classique, avec une façade arborant les armoiries, et un plan carré centré sur une cour. Le bâtiment est démoli en 1884.

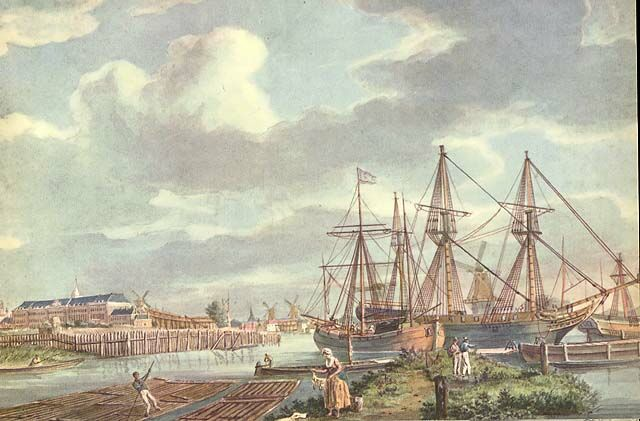
Le 's-Landswerf à Rotterdam

Depuis la fin du XVIe siècle, l'Amirauté est également propriétaire du s-Landswerf, un arsenal et entrepôt au nord-est de Nieuwehaven, qui est démoli et reconstruit sur le même site en 1660, puis étendu en 1662 avec un second arsenal auquel on pouvait accéder par une très large entrée à l'opposé de la porte est. Dans la seconde moitié du XVIIe siècle, le Nieuwehaven est étendu au Buizengat, ce qui conduit le 's-Landswerf à être déménagé sur la rive sud du Buizengat en ou après 1689. En 1701, une partie du complexe à Groenendaal est ravagé par le feu. La reconstruction de l'aile dévastée est commémorée par une plaque posée par Diderik Hogendorp. Au XVIIIe siècle, le second arsenal est fermé et modernisé par l'architecte Jan Giudici. G.D. Wijckerheld Bisdom en pose la première pierre le 8 mai 1783.
Au fil de ces expansions un vaste bâtiment rectangulaire apparaît. En 1823, le second arsenal est réorganisé pour le corps des marins. En 1846, le corps disparaît et en 1868 il est rétabli. En 1849, la cour de la Marine (Marinewerf), nom de complexe après que les Amirautés ont été dissoutes en 1795, ferme. Ce dernier bâtiment est réorganisé en 1855 en Rijksentrepot.

## Officiers généraux (vlootvoogden)
Parmi les officiers de marine (vlootvoogden, littéralement « amiraux ») de l'amirauté de Rotterdam on trouve :
- Almonde, Philps van : luitenant-commandeur (1665) ; schout-bij-nacht (1673)
- Brakel, Jan van : viceadmiraal (1688)
- Callenburgh, Gerard : viceadmiraal (1692)
- Dorp, Phillips van : raadslid (1642)
- Ghent, Willem Joseph
- Kortenaer, Egbert Bartholomeusz : luitenant-commandeur (1653) ; viceadmiraal (1659) ; luitenant-admiraal (1665)
- Liefde, Cornelis de
- Liefde, Johan de : viceadmiraal (1666)
- Liefde, Pieter de
- Kerseboom, Laurens
- Neck, Jacob van : luitenant-admiraal (?)
- Nes, Aert Jansz van : schout-bij-nacht (1662) ; viceadmiraal (1665) ; luitenant-admiraal (1666)
- Nes, Cornelis Jansz van
- Nes de jongere, Jan Jacobsz van
- Nes de oudere, Jan Jacobsz van
- Nes, Jan Jansz van : schout-bij-nacht (1666) ; viceadmiraal (1673)
- Schepers, Willem Bastiaensz : luitenant-admiraal (1692)
- Tromp, Cornelisz : luitenant-admiraal (1665)
- Tromp, Maarten Harpertsz : luitenant-admiraal (1637)
- Wassenaer-Obdam, Jacob van: luitenant-admiraal )1653)
- Wassenaer Duivenvoorde, Jacob van : luitenant-admiraal (?)
- With, Witte de : vlaggen-kapitein (1622) ; viceadmiraal (1626)

## Bataille de Texel
Lors de la bataille de Texel en 1673, la dernière grande bataille de la troisième guerre anglo-néerlandaise, l'amirauté de Rotterdam fournit les vaisseaux et les capitaines suivante:
Vaisseaux de ligne:

De Zeven Provinciën 80 (vlaggeschip der vloot, luitenant-admiraal-generaal Michiel de Ruyter, vlaggekapiteins Gerard Callenburgh en Pieter de Liefde)

Delft 62 (Philips van Almonde)

Ridderschap 64 (Eland du Bois)

Voorzichtigheid 84 (Jan van Brakel)

Gelderland 63 (waarnemend schout-bij-nacht Cornelis de Liefde, dodelijk gewond)

Vrijheid 80 (viceadmiraal Jan Evertszoon de Liefde, gesneuveld)

Eendracht 72 (luitenant-admiraal Aert Jansse van Nes)

Maagd van Dordrecht 68 (viceadmiraal Jan Jansse van Nes)

Dordrecht 44 (Frans van Nijdek)

Zeelandia 42 (Simon van Panhuis)

Schieland 58 (Adriaan Poort)

Wassenaer 59 (Barend Rees)

Frégates:

Schiedam 20 (Cornelis van der Hoevensoon)

Utrecht 34 (Jan Snellensoon)

Rotterdam 30 (Jacob Pieterszoon Swart)

Harderwijk 24 (MozesWichmansoon)

Adviesjachten:

Hoop 6 (Isaac Anteuniszoon van Anten)

Rotterdam 6 (Wijnand van Meurs)

Brûlots:

Sint Pieter (Gerrit Halfkaag)

Jisper Kerk 4 (Lens Harmenszoon)

Blackmoor 4 (Abraham van Koperen)

Maria 4 (Dirk de Munnik)

Eenhoorn (Willem de Rave)

Louise 4 (Jan Daniëlszoon van Rijn)

## Sources
- (en) Cet article est partiellement ou en totalité issu de l’article de Wikipédia en anglais intitulé « Admiralty of Rotterdam » (voir la liste des auteurs).